# Entre-les-Lacs
Circonscription électorale provinciale du Canada
Entre-les-Lacs (Interlake en anglais) est une ancienne circonscription électorale provinciale du Manitoba (Canada).
La circonscription est abolie lors du redécoupage de 2018.

## Liste des députés
| Entre-les-Lacs | Entre-les-Lacs        | Entre-les-Lacs            | Entre-les-Lacs | Entre-les-Lacs | Entre-les-Lacs |
| Nom            | Nom                   | Parti                     | Mandat         | Législature    |                |
| -------------- | --------------------- | ------------------------- | -------------- | -------------- | -------------- |
|                | Bill Uruski (en)      | Néo-démocrate             | 1981 - 1986    | 32e            |                |
|                | Bill Uruski (en)      | Néo-démocrate             | 1986 - 1988    | 33e            |                |
|                | Bill Uruski (en)      | Néo-démocrate             | 1988 - 1990    | 34e            |                |
|                | Clif Evans (en)       | Néo-démocrate             | 1990 - 1995    | 35e            |                |
|                | Clif Evans (en)       | Néo-démocrate             | 1995 - 1999    | 36e            |                |
|                | Tom Nevakshonoff (en) | Néo-démocrate             | 1999 - 2003    | 37e            |                |
|                | Tom Nevakshonoff (en) | Néo-démocrate             | 2003 - 2007    | 38e            |                |
|                | Tom Nevakshonoff (en) | Néo-démocrate             | 2007 - 2011    | 39e            |                |
|                | Tom Nevakshonoff (en) | Néo-démocrate             | 2011 - 2016    | 40e            |                |
|                | Derek Johnson         | Progressiste-conservateur | 2016 - 2019    | 40e            |                |